# Rhombodera papuana
Rhombodera papuana es una especie de mantis de la familia Mantidae.

## Distribución geográfica
Se encuentra en Nueva Guinea.